# Магнітне поле Землі

Схема магнітного радіуса Землі, що демонструє різницю між магнітними та географічними полюсами Землі

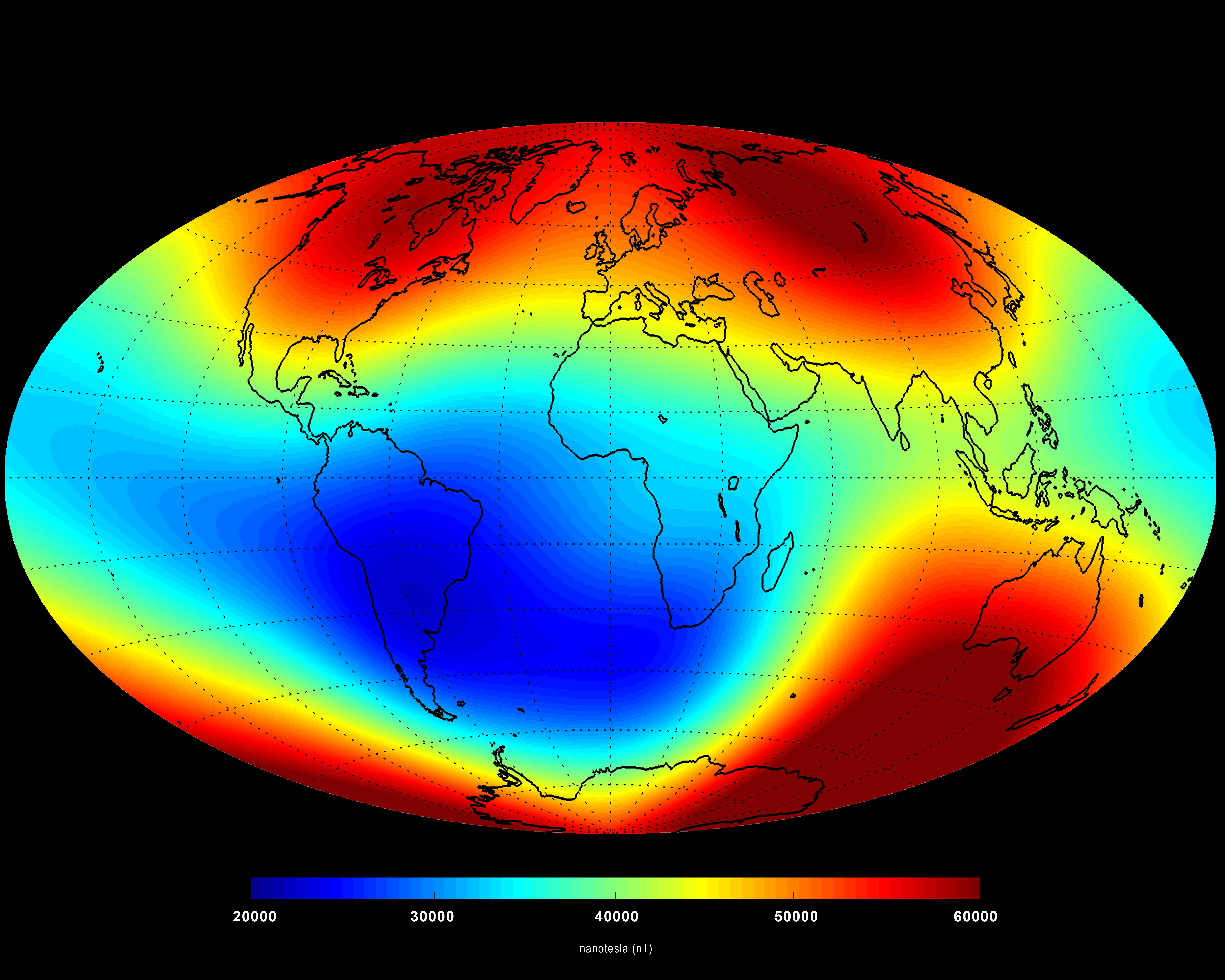
Магнітне поле Землі, 2014 рік

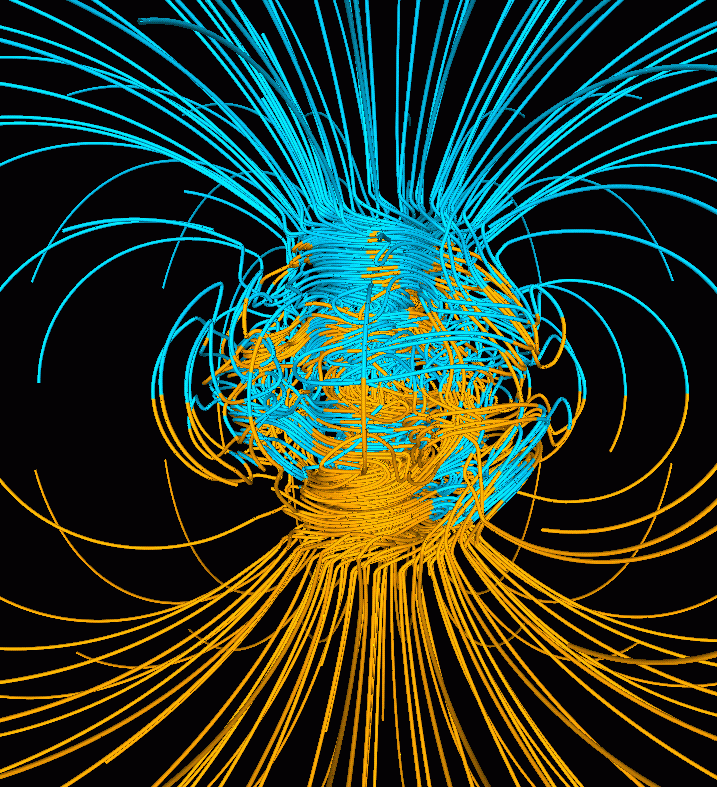
Комп'ютерне моделювання геомагнітного поля нормальної полярності

Магнітне поле Землі, геомагнітне поле (англ. geomagnetic field, Earth’s magnetism, terrestrial magnetic field, нім. Magnetfeld der Erde, geomagnetisches Feld n) — силове поле, виникнення якого зумовлене джерелами, що знаходяться в земній кулі та навколоземному просторі (магнітосфері та іоносфері). У навколоземному космічному просторі магнітне поле Землі утворює магнітосферу.
Спрощено магнітне поле Землі можна уявити собі як поле магнітного диполя, нахиленого приблизно під кутом 11,5° відносно осі обертання Землі і віддаленого на 300 км від геомагнітного центра Землі.

## Класифікація
Розрізняють декілька видів земного магнітного поля:
- головне — зумовлене механіко-електромагнітними процесами у зовнішньому шарі ядра Землі;
- аномальне — пов'язане головним чином з намагніченістю гірських порід земної кори;
- зовнішнє — зумовлене електричними струмами, що існують у навколоземному космічному просторі, та індукованими у мантії Землі; має добре виражений широтний розподіл (більш інтенсивне у приполярних областях і зменшується до екватора).

## Характеристики
Напруженість магнітного поля Землі — векторна характеристика, яка визначає величину й напрям магнітного поля в даній точці земної поверхні в даний час, основна його властивість. Позначається зазвичай латинською літерою (H), вимірюється в ерстедах у системі СГСМ і ампер-витках на метр (А·в/м) у системі SI. Напрям і величину напруженості вимірюють магнітометрами.
Магнітна стрілка, що вільно обертається у будь-якому напрямку, в кожній точці магнітного поля набуває орієнтації, відповідної положенню вектора напруженості (T), який може бути розкладений на 3 проєкції:
- Меридіональну — магнітний меридіан точки.
- Широтну. Кут в горизонтальній площині даної точки між географічним та магнітним меридіанами цієї самої точки називають магнітним схиленням (D). Якщо найближчий до полюса відрізок магнітного меридіана розташований на схід від географічного — схилення східне, або додатне; в іншому випадку воно західне, тобто від'ємне. Лінії на карті, що з'єднують точки з однаковими значеннями магнітного схилення називаються ізогонами[3].
- Вертикальну (радіальну). Кут між горизонтальною площиною та положенням вектора напруженості магнітного поля даної точки — магнітне нахилення(I). Магнітний екватор — лінія, що сполучає точки земної поверхні, в яких вектор напруженості перебуває в горизонтальній площині. Кут нахилу стрілки компаса між ним та магнітними полюсами змінюється в інтервалі 0…90°. Магнітне нахилення позитивне, коли вектор направлений вниз від горизонтальної площини (Північна півкуля), і негативне, коли вектор направлений вгору (Південна півкуля). Лінії на карті, що з'єднують точки з однаковими значеннями магнітного нахилення називають ізоклінами[3].

Значення різних компонентів магнітного поля Землі на земній поверхні згідно World Magnetic Model (WMM), 2010 рік.
- Інтенсивність
- Магнітний нахил
- Магнітне схилення

Значення магнітного поля Землі становить від 0,25 Гс (на магнітному екваторі) до 0,65 Гс (на геомагнітних полюсах).
Інтенсивність магнітного поля Землі змінюється в межах від 23 мкТл в районі магнітного екватору до 61 мкТл в районі магнітних полюсів.[уточнити]

## Магнітні полюси
Місця, де уявний земний диполь перетинає поверхню Землі, називають геомагнітними полюсами (північним й південним). Їхнє розташування близьке до розташування магнітних північного та південного полюсів Землі, які визначаються як місця на поверхні Землі, в яких стрілка компаса показує прямовисно вниз, до центра Землі. Лінію ж, вздовж якої магнітна стрілка, що обертається навколо горизонтальної осі, займає горизонтальне положення, називають магнітним екватором. Магнітні полюси не збігаються ані з геомагнітними, ані з географічними, їхнє положення не є сталим, воно помітно змінюється в часі. Заради зручності назви магнітних полюсів звичайно прив'язують до географічних, тобто південний (фізично) магнітний полюс, розташований у Північній півкулі, називають Північним магнітним полюсом.
Північний магнітний полюс нещодавно покинув територію Канади та рухається в напрямку Росії.

## Аномалії
Поряд із закономірними змінами характеристик магнітного поля вздовж земної поверхні спостерігають глобальні, регіональні та локальні особливості, що пов'язані з неоднорідністю внутрішньої будови Землі, — геомагнітні аномалії. Деякі аномалії використовують як пошукові ознаки великих родовищ корисних копалин (залізних руд) — напруженість магнітного поля Курської магнітної аномалії в 4 рази перевищує нормальну.

### Південно-Атлантична аномалія
Південно-Атлантична аномалія (англ. South Atlantic Anomaly, SAA) — область зі зниженою магнітною інтенсивністю, яка простягається у навколоземному просторі від Південної Америки до Південно-Західної Африки. SAA створює ризики для супутників і космічних апаратів, що пролітають через цей регіон. Ослаблене магнітне поле дозволяє сонячним частинкам атакувати електронну техніку, викликаючи збої в роботі систем або навіть пошкодження обладнання, що перебувають в зоні аномалії.

## Зміни геомагнітних характеристик в часі

Рух магнітних полюсів згідно з даними магнітного схилення у період 1590—1990 років

Найчастіші і найінтенсивніші варіації характеристик має зовнішнє магнітне поле Землі (діапазон від часток секунди до десятиліть); найменші зміни відбуваються у головному магнітному полі Землі — вікові геомагнітні варіації.
Зменшення напруженості магнітного поля з часом свідчить про наступну зміну намагніченості магнітного диполя й зміни геомагнітних полюсів — переполюсовки. Це явище час від часу спостерігають у геологічній історії Землі, про що свідчать магнітостратиграфічні шкали.
Вивчення варіацій геомагнітного поля Землі здійснюється із застосуванням традиційного апарату перетворення Фур'є для аналізу даних. Однак через нестаціонарність магнітоваріаційного сигналу Фур'є-аналіз не здатний дати достовірну інформацію про сигнали. Натомість частіше застосовуються вейвлет-технології для вивчення геомагнітних даних, враховуючи нестаціонарність часових рядів.
Інтенсивність наземних магнітних варіацій у аворальній зоні визначається не лише традиційним рушійним чинником — величиною електричного поля переприєднання, але й комбінацією параметрів електронної плазми.
Дані надає ресурс Space Physics Interactive Data Resource, який проєктувався як розподілена мережа синхронних баз даних по космічній погоді за допомогою мережі інтернет.

## Значення
Магнітне поле Землі реагує на прояв сонячної активності магнітними бурями та екранує поверхню Землі й усе живе на ній від потоку заряджених часток сонячного вітру і частково від космічного проміння.
Вивчення геомагнітного поля має велике значення, зокрема для орієнтування на місцевості, розвитку радіозв'язку, магнітних методів розвідки корисних копалин тощо (магнітометричний і магнітотелуричний методи розвідки). Досліджують вплив магнітного поля на життєдіяльність людини, тварин і рослин. Зокрема, магнітні бурі можуть негативно впливати на здоров'я людей з серцево-судинними захворюваннями.
Більш за все, що подібні земному, магнітні поля оточують і екзопланети далеко поза межами Сонячної системи. Так, на початку 2023 року, астрономам за допомогою радіотелескопів Very Large Array (VLA) в Нью-Мексико (США) вдалося вловити дивний радіосигнал з кам'янистої екзопланети YZ Ceti B, яка обертається навколо своєї зірки на відстані 12 світлових років від Землі. Вчені припускають, що отриманий сигнал може свідчити про існування на планеті магнітного поля, яке є надзвичайно важливим для існування життя. Для прикладу, на Землі воно захищає усі живі організми від сонячних променів та дозволяє орієнтуватися в просторі.

## Цікаві факти
В 2024 році дослідники з Лабораторії сильних магнітних полів Китайської академії наук встановили новий світовий рекорд, створивши магнітне поле, у 800 000 разів сильніше, ніж магнітне поле Землі. Зазначається, що за допомогою резистивного магніту створено стійке магнітне поле в 42,02 Тл, яке перевершило попереднє досягнення у 41,4 Тл, встановлене вченими в Національній лабораторії сильних магнітних полів США у 2017 році.